# Forte da Barra

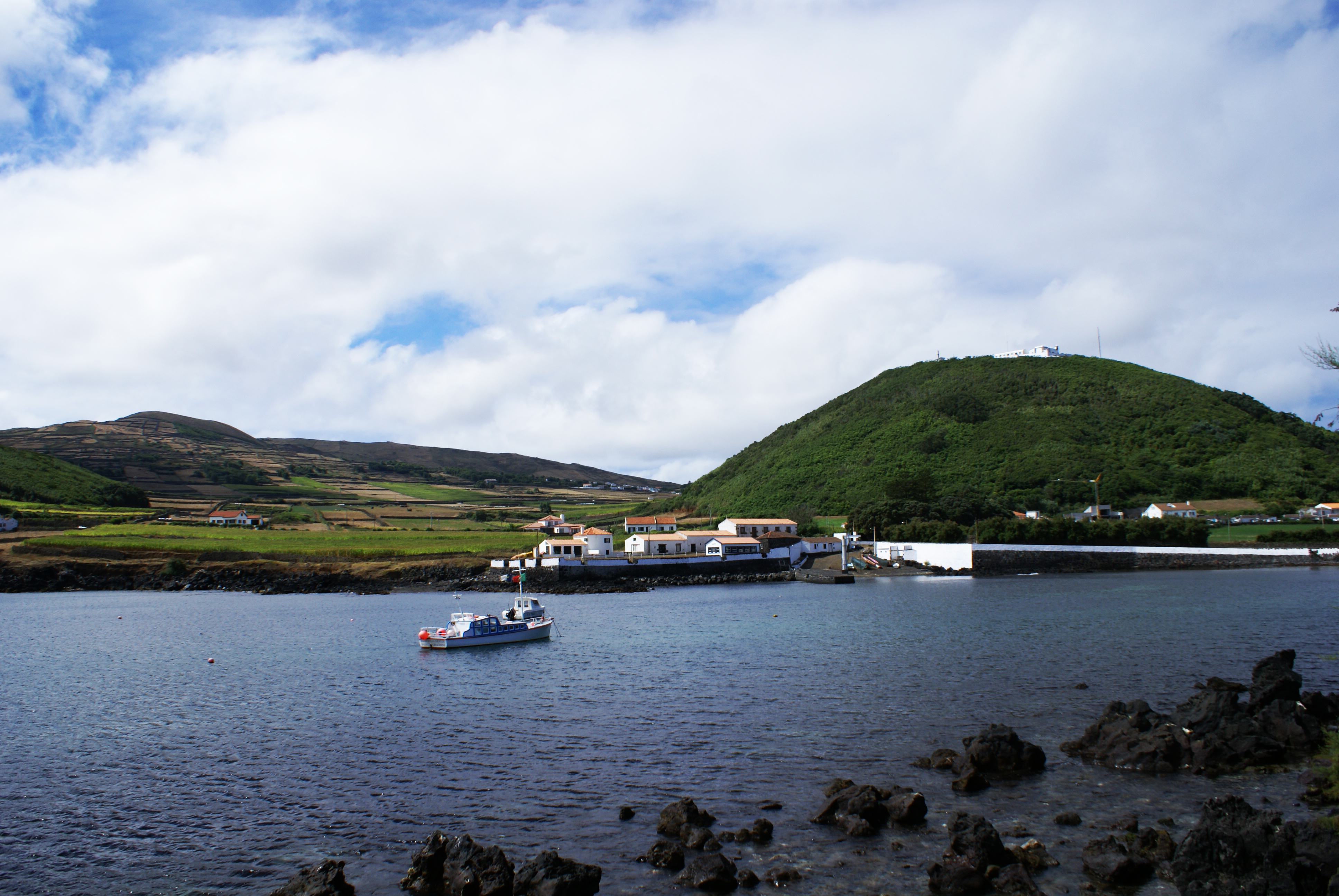
Baía da Barra, Santa Cruz da Graciosa.

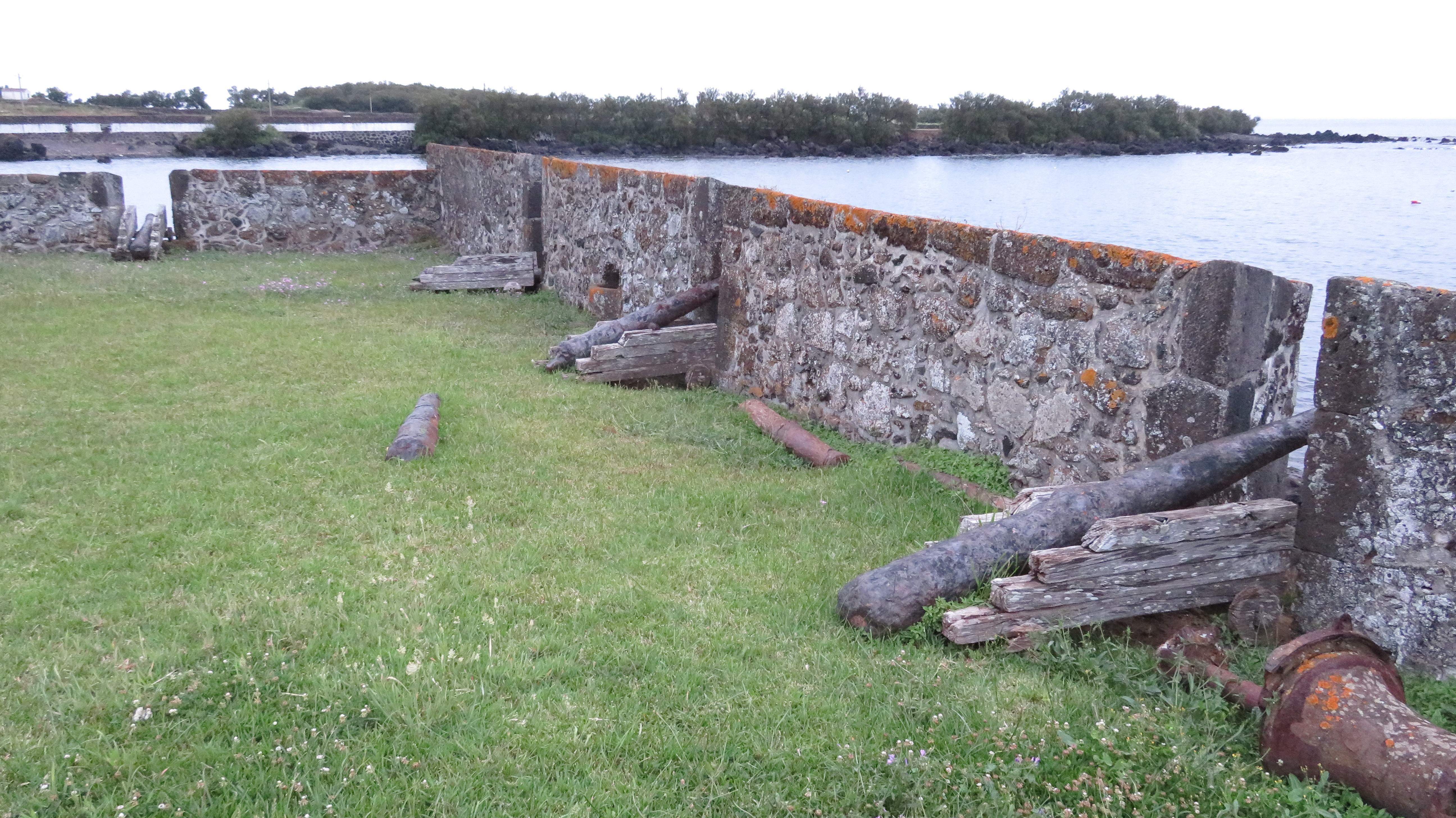
Forte da Barra

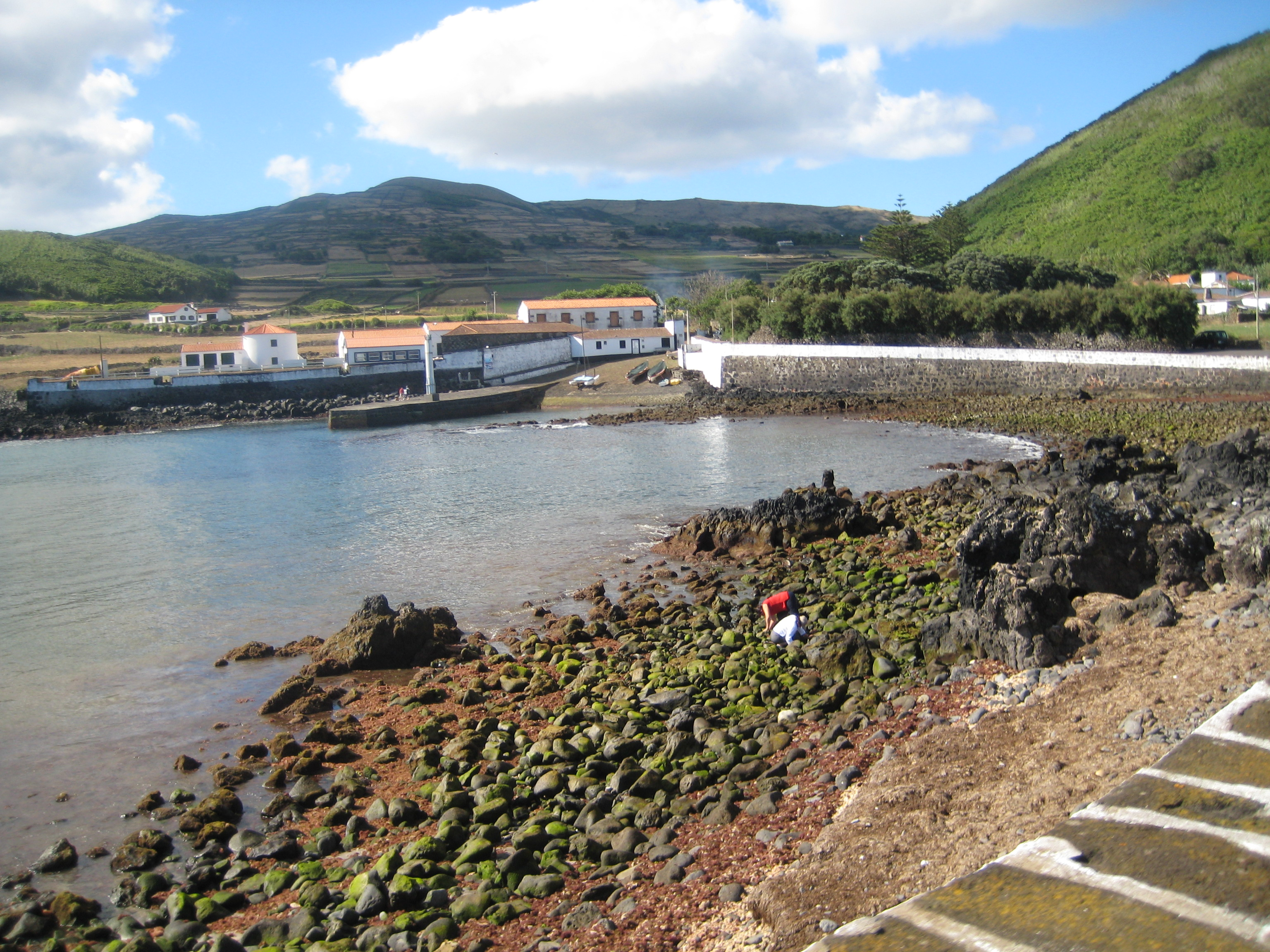
Porto e Forte da Barra

O Forte da Barra, também referido como Bateria da Barra, localiza-se a um quilómetro a oeste do centro histórico da vila e freguesia de Santa Cruz, concelho de Santa Cruz da Graciosa, na ilha Graciosa, nos Açores.
Em posição dominante sobre a baía da Barra, constituiu-se em uma fortificação destinada à defesa deste ancoradouro contra os ataques de piratas e corsários, outrora frequentes nesta região do oceano Atlântico.

## História
Foi erguido em algum momento entre os séculos XV e XVII.
Embora não se encontre referido especificamente na relação "Fortificações nos Açores existentes em 1710", pode ser um dos dois fortes referidos na vila de Santa Cruz em 1738:
"(...) ajunto do porto barra aonde entram navios pequenos e fora da barra podem emquorar os navios que quizerem de alto bordo e 30 e 40 brasas de fundo, tem dois fortes com artilharia nas duas pontas do dito porto da barra e perto do portam [da vila] tem artilharia que se fecha o dito portam no veram (...)."
SOUSA (1995), em 1822, ao descrever o porto de Santa Cruz refere: "(...) O seu Porto é perigoso e sofrivelmente defendido por um pequeno castelo, guarnecido por um Batalhão de Milícias Nacional, que toma o nome da ilha.".
A "Relação" do marechal de campo Barão de Bastos em 1862, assinala que "Tem uma caza arruinada." e indica que se encontra entre os fortes na ilha "Incapazes desde muitos annos."
Encontra-se relacionado no "Catálogo provisório" em 1884.
A Resolução nº 194/1990 de 26 de dezembro do Governo Regional dos Açores declarou a utilidade pública urgente da expropriação dos prédios que constituem o Forte da Barra, em Santa Cruz da Graciosa.
Subsistem dois panos de muralhas em pedra argamassada e parcialmente rebocada, que formam um ângulo obtuso entre si. No pano virado a norte rasgam-se quatro canhoneiras muito espaçadas, e o pano virado a leste três canhoneiras, mais estreitas e mais juntas.